# Брезовська Гора
Брезовська Гора (словен. Brezovska Gora) — поселення в общині Кршко, Споднєпосавський регіон, Словенія. Висота над рівнем моря: 247,1 м.